# Gustav Elfving

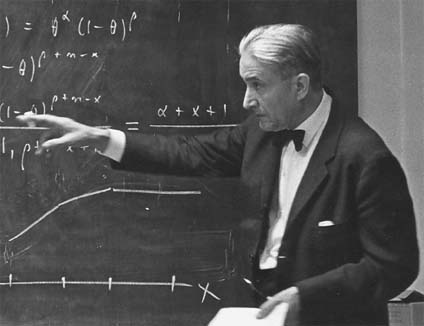
Gustav Elfving

Erik Gustav Elfving (ur. 25 czerwca 1908 w Helsinkach, zm. 25 marca 1984 tamże) – fiński statystyk i matematyk. Zajmował się teoretycznymi podstawami projektowania eksperymentów.